# Myiopagis subplacens
Elénia-do-pacífico ou guaracava-do-pacífico (Myiopagis subplacens) é uma espécie de ave da família Tyrannidae.
Pode ser encontrada nos seguintes países: Equador e Peru.
Os seus habitats naturais são: florestas secas tropicais ou subtropicais e florestas subtropicais ou tropicais húmidas de baixa altitude.